# Oil and Water (film 1913)
Oil and Water  è un cortometraggio muto del 1913 diretto da D.W. Griffith.

## Produzione
Il film fu prodotto dalla Biograph Company. Venne girato a New York.

## Distribuzione
Distribuito dalla General Film Company, il film - un cortometraggio di 25 minuti - uscì nelle sale cinematografiche  statunitensi il 6 febbraio 1913. Ne venne fatta una riedizione che fu distribuita sul mercato americano nel 1915. Le copie esistenti sono distribuite dalla Reel Media International.